# Andrea Stella (velista)
Andrea Stella (Sandrigo, 1976) è un velista italiano, fondatore della Onlus "Lo Spirito di Stella".
Affetto da paraplegia agli arti inferiori, conduce autonomamente un catamarano a vela con il quale porta avanti le attività e le campagne di sensibilizzazione della Onlus da lui fondata.

## Biografia
Nel 2004, a bordo del catamarano, intraprende “Back to USA”, un viaggio di ritorno a Miami, luogo del tragico incidente a seguito del quale perde l'uso degli arti inferiori. Dal viaggio sono tratti “Back to Usa”, un lungometraggio con la regia di Stefano Mordini, e “Il ritorno in un istante”, un libro fotografico con foto di Alessandro Brasile. Nel 2006 pubblica con Longanesi “Due ruote sull'oceano” in cui racconta i terribili momenti seguiti all'incidente e la rinascita avvenuta grazie alla costruzione de “Lo Spirito di Stella”.

## Pubblicazioni
- Due ruote sull'oceano (Longanesi)